# Dekanija Nova Gorica
Dekanija Nova Gorica je rimskokatoliška dekanija, ki spada pod okrilje škofije Koper. 

## Župnije
- Župnija Biljana
- Župnija Deskle
- Župnija Grgar
- Župnija Kanal
- Župnija Kojsko
- Župnija Kromberk
- Župnija Levpa
- Župnija Nova Gorica
- Župnija Nova Gorica - Kapela
- Župnija Osek
- Župnija Solkan
- Župnija Šempas
- Župnija Šlovrenc